# Садр
Садр (γ Лебедя, γ Cygni, γ Cyg) — друга за яскравістю зоря сузір'я Лебедя, надгігант спектрального класу F8, що пульсує з періодом 74 дні. На відстані 142 кутових секунди є зоря 10-ї величини, можливий супутник.
Зоря перебуває всередині дифузної туманності IC 1318.

## Походження назви
Назва «Садр» походить від араб. صدر (şadr) — «груди», оскільки розташована на відповідному місці уявного небесного лебедя.